# خليج كورنث
خليج كورينث أو الخليج الكورينثي هو مدخل عميق من البحر الأيوني، يفصل بين البيلوبونيز من جهة، وساحل البر اليوناني الغربي من جهة أخرى. يحده من الشرق برزخ كورينث الذي يضم قناة كورينث المخصصة للملاحة، ومن الغرب مضيق ريون الذي يتسع ليشكل خليج باتراس (الذي يعد جزءاً من البحر الأيوني)، والنقطة الأضيق فيه يتم عبورها بواسطة جسر ريو-أنتيريو منذ عام 2004. يحد الخليج من الشمال إيتوليا-أكارنانيا وفوسيس، ومن الشمال الشرقي بويوتيا، ومن الشرق أتيكا، ومن الجنوب الشرقي والجنوب كورينثيا، ومن الجنوب الغربي أخائية. الحركة التكتونية عبر الخليج مشابهة لتلك الموجودة في بعض أجزاء أيسلندا وتركيا، حيث يتسع بمقدار 10 مم.
في القرون الوسطى، كان الخليج يعرف باسم خليج ليبنتو (الاسم الإيطالي لمدينة نوباكْتوس).
تعد طرق الشحن بين ميناء بيرايوس اليوناني (الميناء التجاري الأبعد والأكبر والأكثر اتصالًا جنوبًا مقارنةً بميناء إيغومنيتسا) إلى ميناء البحر الأبيض المتوسط والموانئ في النصف الغربي للكرة الأرضية، عبر هذا الخليج. كما يتم عبور الخليج بواسطة عبّارة تربط أيجيو وأغيوس نيكولاوس، فوسيس، في الجزء الغربي من الخليج.

## الجيولوجيا

خليج كورينث كما يُرى من الجبال القريبة من زيريا العليا. على يمين الصورة، يمكن رؤية جزيرة تريزونيا

تكون الخليج نتيجة تمدد صدع تكتوني بسبب حركة الصفيحة الأناضولية باتجاه الغرب، ويتسع بمقدار 10 مم. يمكن أن تسبب الصدوع المحيطة زلازل تصل قوتها إلى نحو 6.5 درجات، رغم أنها نادرة نسبيًا. في 15 يونيو 1995، وقع زلزال آيجيو 1995 بقوة 6.2 درجات بالقرب من مدينة آيجيو. يتميز الجزء الكبير من الحافة الشمالية للخليج بتدرجات لطيفة (بين 10 و 20 درجة)، بينما تتميز الحافة الجنوبية بتدرجات شديدة (بين 30 و 40 درجة).

## الطبيعة

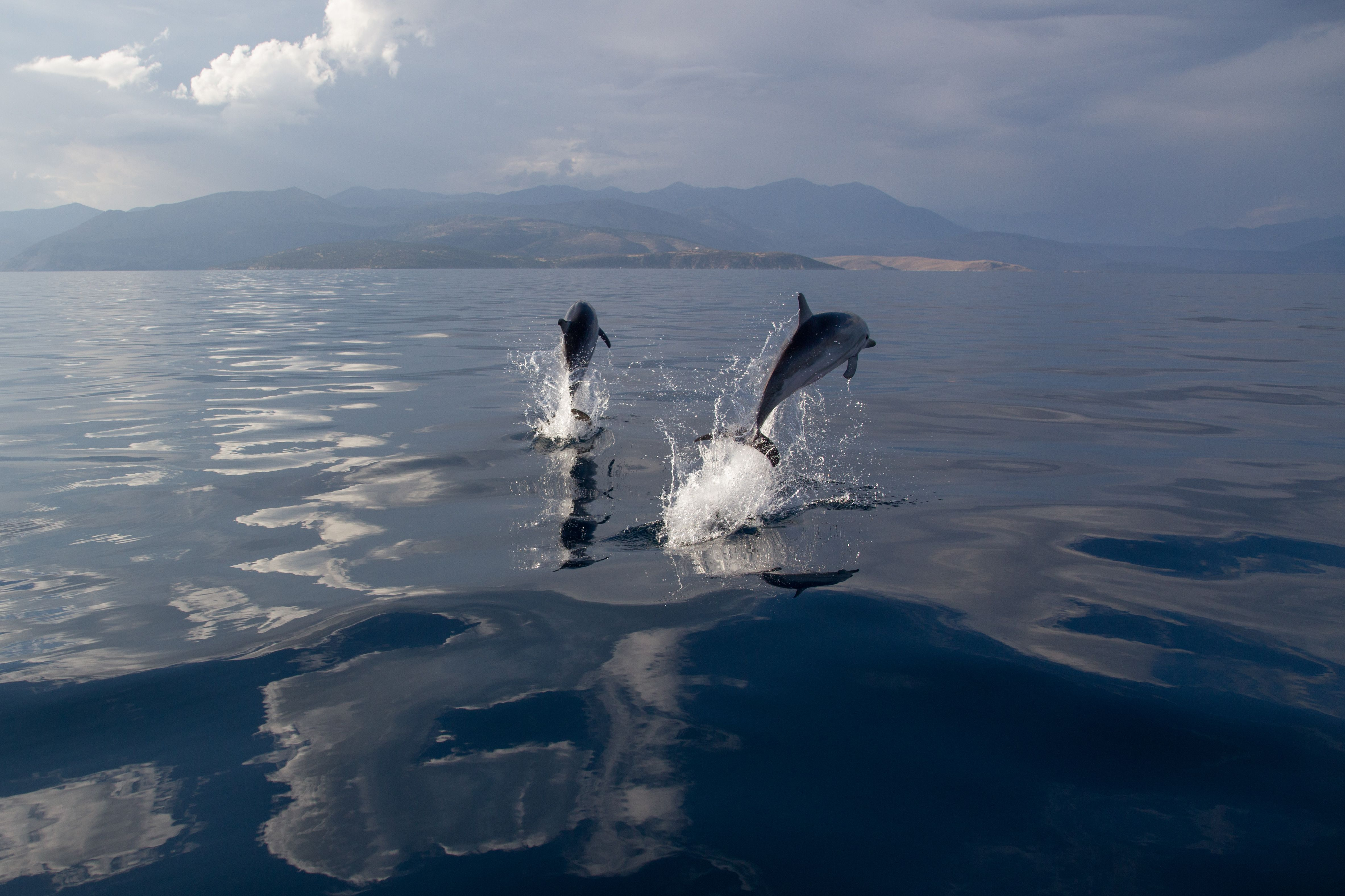
دلافين مخططة تقفز في الخليج

تدخل الحيتانيات مثل حوت بيلوجا أو دلافين الخليج من حين لآخر.

## الخليج والخلجان
- خليج ألكيونيدس، الشرق
- خليج كريسائي (خليج كريسيا)، الشمال
- خليج أنتيكير، الشمال
- دومبراينا (دومفرينا)، الشمال
- مضيق ريون، يربط الخليج بالبحر الأيوني

## الجزر
- جزيرة تريزونيا (الجزيرة الوحيدة المأهولة)، جزر ألكيونيدس (مجموعة جزر صغيرة)، أمبيلوس، بويوتيا (جزيرة صغيرة)، فونياس، بويوتيا (جزيرة صغيرة)، براسودي (جزيرة صغيرة)

## الجسور
- جسر ريو-أنتيريو

## المدن والبلدات

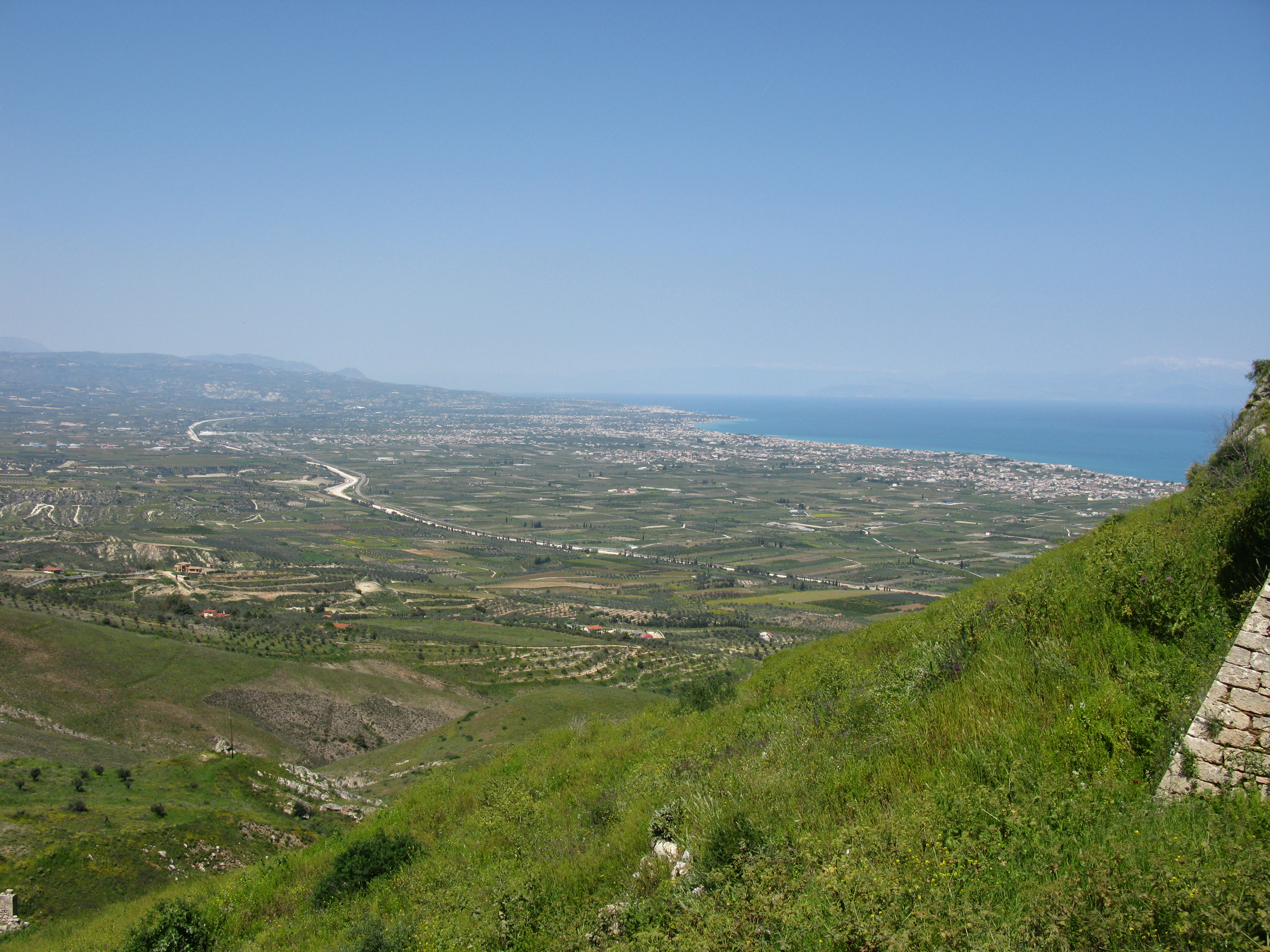
خليج كورينث كما يُرى من أكروكورينث

أهم المدن والبلدات التي تقع على طول الخليج هي، من الشمال الغربي في اتجاه عقارب الساعة، والمجموعة حسب الوحدات الإدارية:
- إيتوليا-أكارنانيا: أنتيريو، نابكتوس
- فوسيس: غالاكزيدي، إيتيا، كيررا
- بويوتيا: أنتيكيرا، باراليا ديستومو
- غرب أتيكا
- كورينثيا: لوترابي، كورينث، أسوس-ليخايو، فراكاتي، فيليو، كياتو، كاتو ديمينيو، زيلوكساترو
- أخائية: أيجيرا، دييكوبتو، أيجيو، رودودافني، أغيوس فاسيليوس، أكتايو

## الروافد

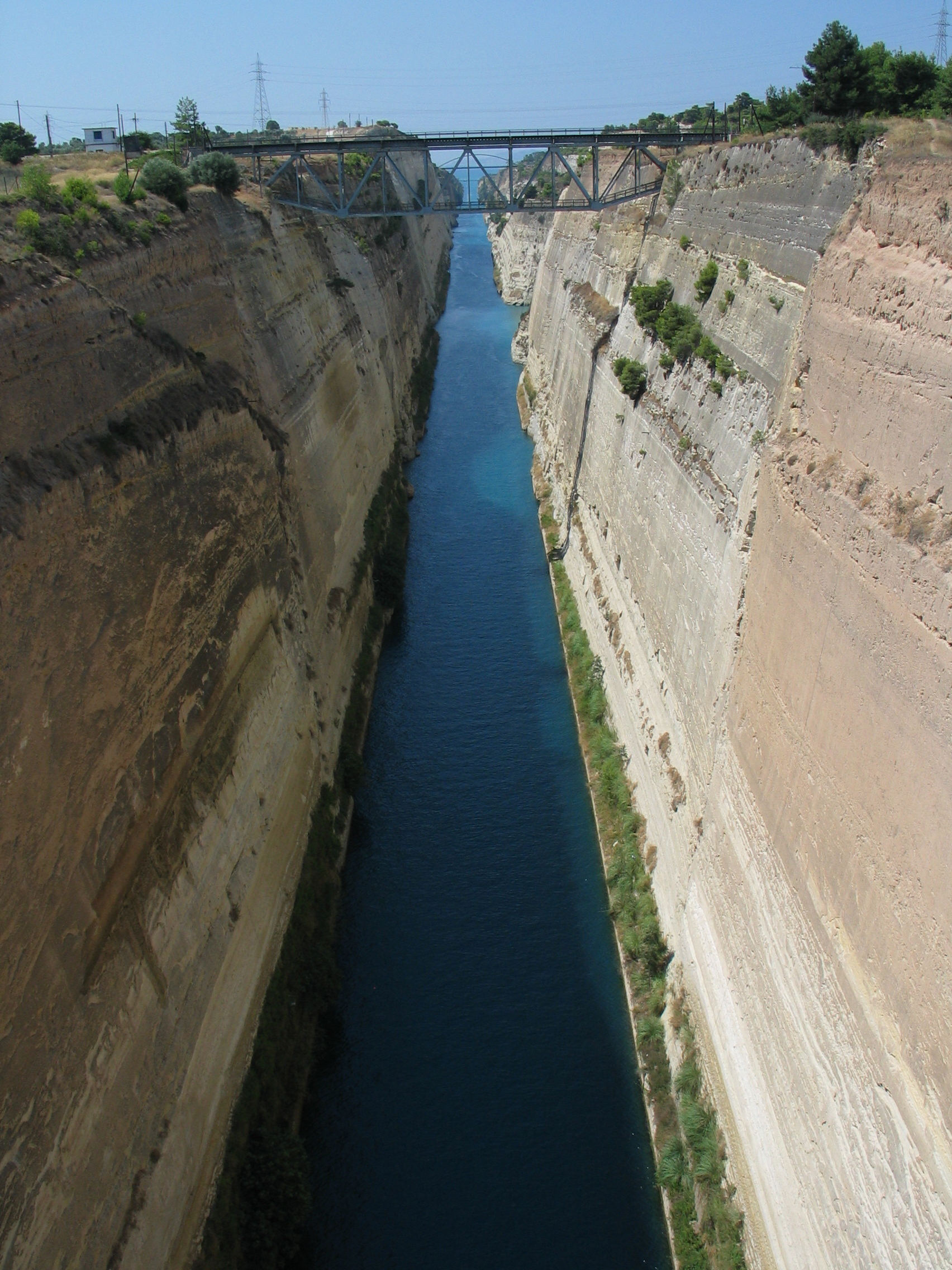
قناة كورينث

جميع الروافد مدرجة من الغرب إلى الشرق.

### الشمالية
- مورنس
- بليستوس

### الجنوبية
- سيلمينوس
- فولينيوس
- فينيكاس
- سيلينونتاس
- فوراكوستوس
- كاثريس
- كريوس
- زاخوليتكوس
- فونيسا
- سيثاس
- إليسوناس
- أسوبوس

## وصلات خارجية
- مرصد صدع كورينث